# XENQ-AM
XENQ-AM y XHNQ-FM son estaciones de radio localizadas en Tulancingo, Hidalgo. 
Transmiten en los 640 kHz de la banda de Onda Media (Amplitud Modulada) y 90.1 MHz de la banda de Frecuencia Modulada con 50 kW de potencia en AM y 25 kW de potencia en FM.
Actualmente son conocidas como NQ.

## Historia
XENQ-AM fue fundada el 12 de diciembre de 1955 y XHNQ-FM inaugurada en 1994, ambas transmitiendo simultáneamente los diferentes programas y eventos realizados por los mismos.
Es Don Narciso Solís Huerta, quien inicia esta empresa y funge como Gerente Nacional y concesionario. El lema de la emisora: "La voz de Hidalgo", la frecuencia 6.40 A.M. y 1000 watts de potencia. 
Posteriormente hay cambios tanto de representante legal como personal, es así que en 1975 con un ánimo emprendedor y por amor a la radio, la emisora fue adquirida por el destacado locutor en el ámbito nacional: Sr. Alejandro Wong, cuya gran trayectoria en dicho medio de comunicación resulta relevante. Entre sus principales experiencias laborales se puede citar que ocupó el puesto de Gerente de "Radio Variedades", así como representante en voz de marcas nacionales e internacionales. Con este sustento es que innovó la propuesta radial para convertir a NQ en lo que ahora es, un vehículo de comunicación competitivo incluso a nivel nacional, operando desde la provincia, el Estado de Hidalgo.
Es en marzo de 2007 que es otorgado el permiso de aumento de potencia en la frecuencia de FM.